# Getreidekasten beim Oberschlaucher

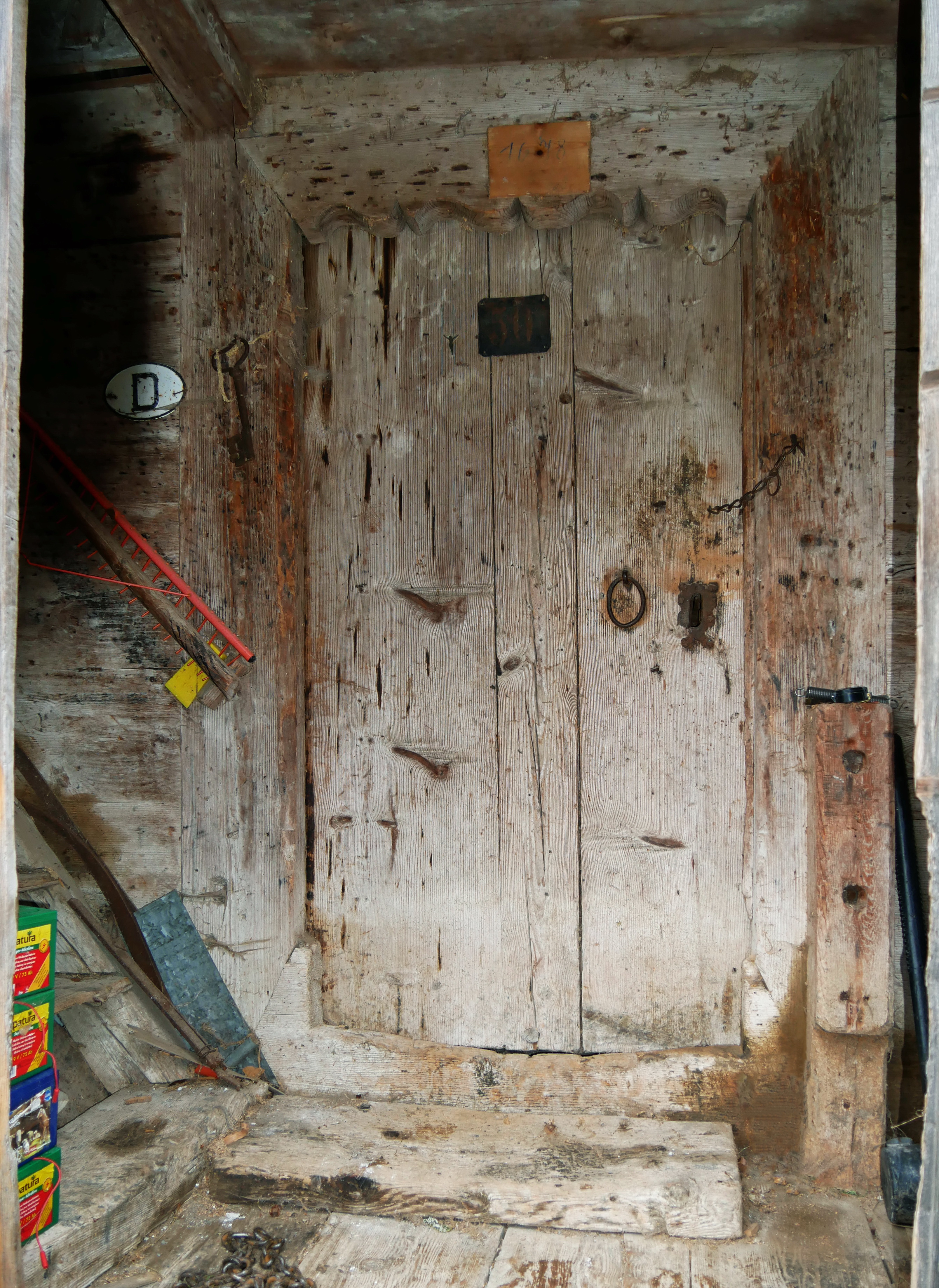
Tür des Getreidekastens in Schlauch

Der Getreidekasten beim Oberschlaucher in Schlauch, einem Gemeindeteil von Steingaden im oberbayrischen Landkreis Weilheim-Schongau, wurde 1678 errichtet. Der ehemalige Getreidespeicher, zugehörig zum Bauernhaus Beim Oberschlaucher, ist ein geschütztes Baudenkmal.
Das Obergeschoss des Gebäudes musste nach dem Einsturz der Tragekonstruktion beseitigt werden.
Siehe auch
- Getreidekasten beim Unterschlaucher